# Illex argentinus
La pota, pota argentina (Illex argentinus), conocida en Argentina y Uruguay como calamar Illex, o simplemente calamar en Chile y los anteriores países, es una especie de molusco cefalópodo de la familia Ommastrephidae. Es uno de los tres calamares más abundantes a nivel mundial.

## Descripción
- Cabeza corta y ancha con ojos pequeños.
- De aletas grandes que forman un ángulo subrectangular en su extremo libre posterior.
- El cuerpo es alargado, cilíndrico y acuminado en su parte posterior, adoptando una forma torpediforme.
- La longitud del manto (LM) representa el 42% de la longitud total (LT).
- El tercer brazo derecho se encuentra hectocotilizado en los machos.
- Posee 10 brazos, donde los 8 más largos son notoriamente más largos que los 2 centrales y superiores. Además cuenta con dos tentáculos.[4]

## Distribución
Se encuentra en el océano Atlántico Sudoccidental, específicamente entre los 30° y 50° de latitud sur, desde Brasil, Argentina, Islas Malvinas, hasta el sur de Chile. También se ha registrado su presencia hasta los 55° de longitud oeste.

## Hábitat
Se distribuye en el medio pelágico y nerítico. Puede encontrarse desde la superficie del agua hasta una profundidad de 800 metros. Durante los meses de abril a septiembre es más común entre los 50 y 200 metros de profundidad.

## Biología

### Tamaño y peso
La longitud máxima del manto alcanza los 33 cm, a los que se suman aproximadamente 22 cm con los tentáculos extendidos. Otra fuente menciona una longitud del manto de 50 cm en la Zona de Conservación de las Islas Malvinas. La longitud total es de 55 cm o más. El peso promedio puede llegar hasta los 550 g.

### Ecología trófica
Se trata de un depredador carnívoro que se alimenta principalmente de crustáceos pelágicos, como los eufáusidos y anfípodos.
Las paralarvas se alimentan de partículas orgánicas y microorganismos adheridos a estas partículas.
Los juveniles y adultos son oportunistas en su alimentación, consumiendo peces, crustáceos y otros cefalópodos pequeños, incluyendo canibalismo hacia individuos de su misma especie.
Caza durante el día y descansa en la superficie durante la noche.

### Ciclo de vida
El ciclo de vida de esta especie comprende los siguientes estadios: huevo, paralarva (rhynchoteuthon), juvenil y adulto.

### Reproducción
La fecundidad de las hembras puede alcanzar hasta 750.000 huevos. El periodo de reproducción ocurre entre diciembre y marzo. La madurez sexual se alcanza con una longitud del manto de 24 cm.

### Longevidad
La esperanza de vida de esta especie es de 1 a 2 años.

### Comportamiento

#### Migración
El stock pesquero del sur de la Patagonia migra hacia el norte a lo largo del talud continental hacia las zonas de desove entre mayo y julio, manteniéndose cercano al fondo marino (bentos) a profundidades de 500 a 900 metros durante la noche y ascendiendo a 200 a 300 metros por encima del fondo durante el día.

#### Apareamiento
Los machos realizan exhibiciones, como desplazamientos y cambios de coloración, para atraer a las hembras potenciales y llevar a cabo la cópula. 
Durante la cópula el macho agarra a la hembra e inserta el hectocótilo en la cavidad del manto de la hembra, donde se produce la fecundación.

## Pesca
La pota es la especie de calamar más abundante y significativa en la pesca del Mar Argentino y áreas oceánicas adyacentes. Representa una gran parte de las capturas pesqueras en Argentina. De hecho, junto con otras especies como la merluza común, merluza de cola y langostino, constituyen el 75% de las especies desembarcadas por la flota pesquera de bandera argentina. Su principal destino de exportación es España, que recibe más de la mitad de las exportaciones argentinas. Además empresas españolas y extranjeras (chinas, coreanas y taiwanesas) también participan en la pesca de esta especie en el Atlántico sur, en embarcaciones denominadas "poteras" o jiggers en inglés.

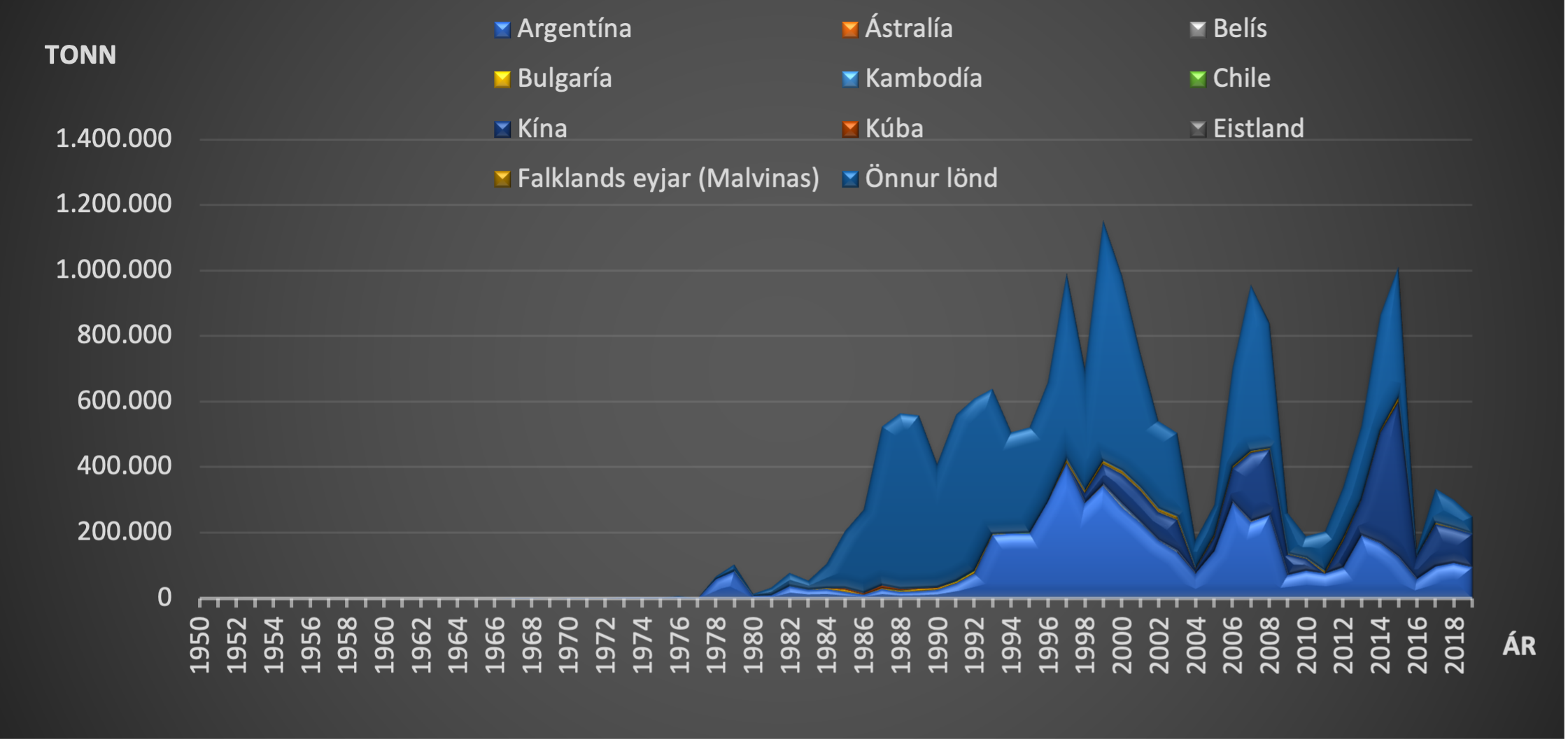
Pesca de Illex argentinus por los principales países (1950-2019).